# Појениле де суб Мунте (Марамуреш)
Појениле де суб Мунте (рум. Poienile de sub Munte) насеље је у Румунији у округу Марамуреш у општини Појениле де суб Мунте. Oпштина се налази на надморској висини од 634 m.

## Становништво
Према подацима из 2002. године у насељу је живело 10033 становника.

### Попис2002.
| Расподела становништва по националности 2002.‍ | Расподела становништва по националности 2002.‍ | Расподела становништва по националности 2002.‍ | Расподела становништва по националности 2002.‍ | Расподела становништва по националности 2002.‍ |
| --------------------------------------------- | --------------------------------------------- | --------------------------------------------- | --------------------------------------------- | --------------------------------------------- |
|                                               |                                               |                                               |                                               |                                               |
| Румуни                                        | Румуни                                        |                                               | 256                                           | 2,6%                                          |
| Мађари                                        | Мађари                                        |                                               | 61                                            | 0,6%                                          |
| Украјинци                                     | Украјинци                                     |                                               | 9.696                                         | 96,7%                                         |
| Немци                                         | Немци                                         |                                               | 8                                             | 0,1%                                          |
| Јермени                                       | Јермени                                       |                                               | 5                                             | 0,0%                                          |